# مسجد سنداي
مسجد سنداي أو المركز الإسلامي الثقافي في سنداي يقع المسجد في مدينة سنداي التابعة لمحافظة مياغي في اليابان.

## التاريخ
يشكل مسجد سنداي المقر الرئيسي للمركز الإسلامي الثقافي في سنداي، وقد أنشأ المسلمون في سنداي المركز الإسلامي الثقافي لتعزيز الثقافة الإسلامية، والمركز هو منظمة غير سياسية وغير عنصرية وغير ربحية تطوعية، تشكل أهدافها تعزيز الصداقة بين المسلمين وبين المسلمين واليابانية، والتعريف بالإسلام والتبادل الثقافي للمنظمات الثقافية اليابانية وغيرها، تكثيف العقيدة الإسلامية والمعرفة من المسلمين، حل المشاكل المختلفة من المسلمين، تدريس القرآن الكريم واللغات بما فيها اللغة العربية، ويقوم المركز بالتعاون مع المركز الإسلامي في اليابان في طوكيو فضلا عن المنظمات الإسلامية الأخرى.

## وصلات خارجية
- الموقع الرسمي لمسجد سنداي
- البوم صور مسجد سنداي